# 콘셉트 맵

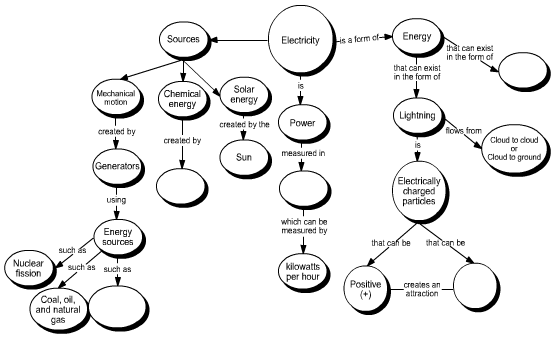
전기에 관한 개념 지도 예시

콘셉트 맵(Concept map), 개념 맵, 개념 지도 또는 개념 다이어그램(conceptual diagram)은 개념 간의 제안된 관계를 묘사하는 다이어그램이다. 개념 맵은 교육 설계자, 엔지니어, 기술 작가 및 기타 사람들이 지식을 구성하고 구조화하는 데 사용될 수 있다.
개념 맵은 일반적으로 아이디어와 정보를 상자나 원으로 표현하며, 레이블이 붙은 화살표와 연결되며 종종 아래쪽으로 분기되는 계층 구조뿐만 아니라 자유 형식 맵에서도 나타난다. 개념 간의 관계는 "원인", "필요", "예:" 또는 "기여"와 같은 연결 문구로 표현될 수 있다.
서로 다른 개념 간의 이러한 관계를 시각화하는 기술을 개념 매핑이라고 한다. 개념 맵은 예를 들어 객체 역할 모델링 또는 통합 모델링 언어 형식을 사용하여 컴퓨터 시스템의 온톨로지를 정의하는 데 사용되었다.

## 같이 보기
- 시맨틱 네트워크